# Tony McNulty
Anthony James McNulty (né le 3 novembre 1958) est un homme politique britannique qui est député travailliste de Harrow East de 1997 à 2010. Au cours de sa carrière ministérielle, qui débute en 2003, il est ministre de Londres, puis ministre d'État chargé de la réforme de l'emploi et de la protection sociale au ministère du Travail et des Pensions. Il a démissionne de ses fonctions le 5 juin 2009 après des allégations dans la presse concernant ses dépenses parlementaires.

## Formation et début de carrière politique
Son père émigre en Angleterre du comté de Donegal, en Irlande.
Il fait ses études au Salvatorian College, Wealdstone et au Stanmore Sixth Form College. Il est diplômé de l'Université de Liverpool avec un BA en théorie et institutions politiques et une maîtrise en sciences politiques de Virginia Tech aux États-Unis. Avant de devenir député, il est chef du groupe travailliste du conseil de Harrow et maître de conférences en comportement organisationnel à l'Université de North London de 1983 à 1997. En 1986, il est élu au conseil de Harrow pour le quartier de Stanmore South.

## Carrière parlementaire
McNulty se présente sans succès à Harrow East aux élections générales de 1992, mais est élu député de la circonscription aux élections générales de mai 1997. Il est whip de 1999 à 2002, après une période comme secrétaire parlementaire privé de David Blunkett. McNulty est ensuite sous-secrétaire parlementaire au cabinet du vice-premier ministre chargé de la rénovation des quartiers, du logement et de la planification. Il est transféré au ministère des Transports en juin 2003 en tant que sous-secrétaire parlementaire chargé de l'aviation, des transports locaux et de Londres, et est ministre d'État responsable des chemins de fer et de Londres en septembre 2004 ,.
McNulty rejoint le ministère de l'Intérieur le 9 mai 2005 en tant que ministre d'État à l'Immigration, à la suite du remaniement des élections générales. En mai 2006, il s'occupe de la police, la criminalité, la sécurité et la lutte contre le terrorisme . En juillet 2007, il est nommé conseiller privé. Lors du remaniement de Gordon Brown le 3 octobre 2008, McNulty devient Ministre d'État chargé de l' emploi et de la réforme du bien-être au ministère du Travail et des Pensions et ministre de Londres, et est autorisé à assister aux réunions du cabinet jusqu'à sa démission le 5 juin 2009. Pendant son mandat de ministre, McNulty s'occupe de la fraude en matière de prestations .
En 2009, McNulty est l'un des nombreux députés impliqués dans le Scandale des dépenses du Parlement du Royaume-Uni. En mars 2009, il admet avoir réclamé des dépenses pour une résidence secondaire, occupée par ses parents, qui se trouve à 13 km de sa résidence principale, après que des détails aient été publiés dans The Mail dimanche . On lui a demandé de présenter des excuses à la Chambre des communes et de rembourser 13 837 £, ce qu'il a fait .
Dans un article intitulé "Tony McNulty, Benefit Cheat", Alex Massie dans un blog pour The Spectator compare les déclarations faites par McNulty concernant les tricheurs aux prestations avec ses propres réclamations pour les dépenses. Le 18 mai 2007, McNulty est l'un des 98 députés qui votent en faveur de l'exemption des parlementaires de l'application de la loi de 2000 sur la liberté de l'information afin de garder secrets leurs notes de frais.
Le 5 juin 2009, après les révélations du scandale des dépenses, McNulty démissionne du gouvernement . Aux élections générales de 2010, McNulty perd contre Bob Blackman du Parti conservateur .

## Vie privée
En septembre 2002, McNulty épouse Christine Gilbert, inspecteur en chef des écoles de Sa Majesté pour Ofsted, à Hammersmith et Fulham. Gilbert est directrice de Whitmore High School. C'est le deuxième mariage pour les deux. McNulty s'était marié pour la première fois en 1994 à Gillian Travers, qui s'est par la suite présentée comme candidate travailliste pour Ruislip-Northwood en 2001.